# ناله (فیلم)
ناله (انگلیسی: Moan) فیلمی در ژانر پورنوگرافی گی و ترسناک است که در سال ۱۹۹۹ منتشر شد.